# Dự án Thử nghiệm Apollo-Soyuz
Apollo-Soyuz là sứ mệnh không gian quốc tế có người lái đầu tiên được thực hiện dưới sự hợp tác chung giữa Hoa Kỳ và Liên Xô vào tháng 7 năm 1975. Hàng triệu người trên khắp thế giới đã chứng kiến qua truyền hình khoảnh khắc tàu Apollo của Hoa Kỳ ghép nối với khoang vũ trụ Soyuz của Liên Xô trên quỹ đạo. Dự án này cùng với cái bắt tay lịch sử trong không gian đã trở thành một biểu tượng của sự nới lỏng căng thẳng giữa hai siêu cường trong Chiến tranh Lạnh.
Sứ mệnh được biết đến chính thức với tên gọi Dự án Thử nghiệm Apollo-Soyuz (tiếng Anh: Apollo–Soyuz Test Project (ASTP); tiếng Nga: Экспериментальный полёт «Союз» – «Аполлон» (ЭПАС), đã Latinh hoá: Eksperimentalniy polyot Soyuz–Apollon (EPAS), n.đ. 'Chuyến bay thử nghiệm Soyuz-Apollo', và được nhắc đến phổ biến ở Liên Xô với tên gọi Soyuz-Apollo; người Liên Xô chính thức định danh cho sứ mệnh này là Soyuz 19). Hoa Kỳ đã sử dụng phương tiện bay không đánh số còn sót lại từ các sứ mệnh Apollo bị hủy cho nhiệm vụ, và đây cũng là chuyến bay cuối cùng của một mô-đun Apollo.
3 phi hành gia người Mỹ, Thomas P. Stafford, Vance D. Brand và Deke Slayton, cùng với 2 nhà du hành vũ trụ người Liên Xô, Aleksey Leonov và Valery Kubasov, đã tiến hành nhiều cuộc thí nghiệm riêng và chung, trong đó có hiện tượng nhật thực nhân tạo do mô-đun Apollo sắp xếp để các thiết bị trên Soyuz có thể chụp lại hình ảnh về vành nhật hoa của Mặt Trời. Dự án này đã cung cấp nhiều kinh nghiệm kỹ thuật hữu ích cho các chuyến bay không gian hợp tác giữa Hoa Kỳ và Liên Xô về sau, như chương trình Shuttle-Mir và Trạm Không gian Quốc tế.
Apollo-Soyuz là chuyến bay vũ trụ có người lái cuối cùng của Hoa Kỳ trong gần 6 năm cho đến lần phóng tàu con thoi đầu tiên vào ngày 12 tháng 4 năm 1981, và cũng là chuyến bay không gian trong khoang vũ trụ cuối cùng của Mỹ cho đến sứ mệnh Crew Dragon Demo-2 vào ngày 30 tháng 5 năm 2020.

## Bối cảnh lịch sử
Mục đích và chất xúc tác cho sứ mệnh Apollo-Soyuz là chính sách détente giữa hai siêu cường lúc bấy giờ trong Chiến tranh Lạnh: Hoa Kỳ và Liên Xô. Căng thẳng đã gia tăng khi Hoa Kỳ tham gia vào chiến sự tại Việt Nam. Trong khi đó, báo chí Liên Xô chỉ trích mạnh mẽ các sứ mệnh không gian Apollo, họ đã in dòng chữ "việc xâm nhập có vũ trang của Mỹ và bù nhìn Sài Gòn vào Lào là sự chà đạp trắng trợn dưới chân luật pháp quốc tế" trên bức ảnh phi vụ phóng Apollo 14 năm 1971. Mặc dù nhà lãnh đạo Xô Viết Nikita Khrushchyov đã đưa ra chính sách hòa hoãn của đất nước trong học thuyết về chung sống hòa bình năm 1956 tại Đại hội lần thứ 20 của Đảng Cộng sản Liên Xô, hai quốc gia dường như vẫn không ngừng xung đột với nhau.
Sau chuyến bay trên quỹ đạo của John Glenn năm 1962, một cuộc trao đổi thư từ giữa Tổng thống John F. Kennedy và Chủ tịch Hội đồng Bộ trưởng Nikita Khrushchyov đã dẫn đến hàng loạt các cuộc thảo luận do Phó quản lý NASA Hugh Dryden cùng nhà khoa học Liên Xô Anatoli Blagonravov đứng đầu. Những buổi đàm phán giữa họ đã dẫn đến việc ký kết hiệp định Dryden-Blagonravov và sau đó được chính thức hóa vào tháng 10 năm 1962, cùng thời điểm hai nước đang ở giữa cuộc khủng hoảng tên lửa Cuba. Thỏa thuận được chính thức công bố tại Liên Hợp Quốc vào ngày 5 tháng 12 năm 1962, trong đó kêu gọi hợp tác trao đổi dữ liệu từ các vệ tinh thời tiết, một nghiên cứu về từ trường của Trái Đất, và theo dõi chung vệ tinh khinh khí cầu Echo II của NASA. Kennedy từng gợi ý với Khrushchyov về một cuộc đổ bộ lên Mặt Trăng có sự hợp tác chung giữa hai nước, nhưng sau khi ông bị ám sát vào tháng 11 năm 1963 và Khrushchyov bị phế truất vào tháng 10 năm 1964, sự cạnh tranh giữa các chương trình không gian có người lái của hai quốc gia ngày càng nóng lên, và những cuộc thảo luận về vấn đề hợp tác trở nên ít phổ biến hơn do quan hệ căng thẳng cùng những tác động quân sự từ hai phía.
Ngày 19 tháng 4 năm 1971, Liên Xô phóng trạm không gian có người lái đầu tiên trên thế giới là Salyut 1 lên quỹ đạo Trái Đất. Trong khi đó, Hoa Kỳ cũng phóng thành công sứ mệnh Apollo 14 trước đó vài tháng, đây là sứ mệnh thứ ba đưa con người đổ bộ lên Mặt Trăng. Mỗi bên đều chỉ đưa ra một ít thông tin về những thành tựu mà họ đã đạt được trong giai đoạn này.
Cả hai bên đều có những lời chỉ trích gay gắt đối với kỹ thuật của đối thủ. Tàu vũ trụ của Liên Xô được thiết kế với mục đích tự động hóa; cả Lunokhod 1 và Luna 16 đều là các tàu thăm dò không người lái, và mỗi chiếc tàu vũ trụ Soyuz đều được thiết kế để giảm thiểu rủi ro do lỗi của con người bằng cách bớt đi một số điều khiển thủ công mà người vận hành phải thực hiện trong suốt chuyến bay. Ngược lại, tàu vũ trụ Apollo được thiết kế để con người vận hành và yêu cầu các phi hành gia phải được đào tạo bài bản. Người Liên Xô đã chỉ trích tàu vũ trụ Apollo là "cực kỳ phức tạp và nguy hiểm".

Người Mỹ cũng có những mối lo ngại về tàu vũ trụ của đối thủ. Christopher C. Kraft, giám đốc Trung tâm Vũ trụ Johnson, đã chỉ trích thiết kế của Soyuz:
"Chúng tôi ở NASA tin nhờ vào các thành phần dự phòng  –  nếu một thiết bị gặp hỏng hóc trong quá trình bay, phi hành đoàn của chúng tôi sẽ chuyển đổi sang thiết bị khác để cố gắng tiếp tục sứ mệnh. Tuy nhiên, mỗi bộ phận trên Soyuz lại được thiết kế cho một chức năng chuyên biệt; nếu một cái bị hỏng, những nhà du hành vũ trụ sẽ phải hạ cánh càng sớm càng tốt. Tàu Apollo cũng dựa vào việc điều khiển của phi hành gia ở mức độ lớn hơn nhiều so với Soyuz".
Những phi hành gia người Mỹ đánh giá rất thấp tàu vũ trụ Soyuz vì đây là phương tiện được thiết kế để điều khiển từ mặt đất, điều này hoàn toàn trái ngược với mô-đun Apollo vốn được thiết kế để bay từ khoang vũ trụ. Cuối cùng, Glynn Lunney, Giám đốc Chương trình thử nghiệm Apollo-Soyuz, đã phải cảnh báo những phi hành gia này về việc bày tỏ sự bất mãn với báo chí do họ đã xúc phạm người Liên Xô. NASA lo lắng rằng bất kỳ sự sơ suất nào cũng có thể khiến Liên Xô rút lui và sứ mệnh bị hủy bỏ.
Các kỹ sư người Mỹ và Liên Xô đã giải quyết những khác biệt về quan điểm đối với khả năng ghép nối tàu vũ trụ hai nước trong các cuộc họp từ tháng 6 đến tháng 12 năm 1971 tại Houston và Moskva, gồm có thiết kế hệ thống Androgynous Peripheral Attach (APAS) giữa hai con tàu của Bill Creasy để cho phép khả năng ghép nối chủ động hoặc thụ động.
Với sự kết thúc của Chiến tranh Việt Nam, quan hệ giữa Hoa Kỳ và Liên Xô bắt đầu được cải thiện, cũng như dự đoán về một sứ mệnh không gian hợp tác tiềm năng. Apollo-Soyuz có được là nhờ sự tan băng của mối quan hệ này, bản thân dự án cũng đã nỗ lực khuếch đại và củng cố mối quan hệ đang dần được cải thiện giữa hai nước. Theo nhà lãnh đạo Xô Viết Leonid Brezhnev, "Các phi hành gia của Liên Xô và Mỹ sẽ bay vào vũ trụ cho thí nghiệm khoa học chung lớn đầu tiên trong lịch sử nhân loại. Họ biết rằng nhìn từ ngoài không gian, hành tinh của chúng ta trông còn đẹp hơn nữa. Nó đủ lớn để chúng ta có thể chung sống hòa bình trên đó, nhưng quá nhỏ để bị đe dọa bởi chiến tranh hạt nhân". Vì vậy, cả hai bên đều công nhận ASTP là một hành động chính trị vì hòa bình.
Tháng 10 năm 1970, chủ tịch Viện Hàn lâm Khoa học Liên Xô Mstislav Keldysh hồi đáp bức thư đề xuất một sứ mệnh không gian chung của Trưởng quản lý NASA Thomas O. Paine, sau đó đã có một cuộc họp giữa hai phía để thảo luận về các chi tiết kỹ thuật. Tại một hội nghị vào tháng 1 năm 1971, Cố vấn chính sách đối ngoại của Tổng thống Richard Nixon là Henry Kissinger nhiệt tình tán thành các kế hoạch cho sứ mệnh, và đã bày tỏ những quan điểm sau với Trưởng quản lý NASA George Low: "Miễn là anh bám vào không gian, cứ làm bất cứ điều gì anh muốn. Anh được tự do ủy thác – thực ra, tôi muốn anh nói với những người đồng cấp của mình ở Moscow rằng Tổng thống đã cử anh đi thực hiện sứ mệnh này". Vào tháng 4 năm 1972, cả hai quốc gia Hoa Kỳ và Liên Xô đều ký vào Hiệp định về hợp tác thăm dò và sử dụng khoảng không vũ trụ vì mục đích hòa bình, cam kết hai nước sẽ khởi động Dự án thử nghiệm Apollo-Soyuz vào năm 1975.
ASTP có ý nghĩa đặc biệt quan trọng đối với chính sách của Liên Xô trong việc giữ bí mật các chi tiết về chương trình không gian của họ với người dân trong nước nói riêng và thế giới nói chung, đặc biệt là người Mỹ. Đây là sứ mệnh không gian đầu tiên của Liên Xô được truyền hình trực tiếp trong quá trình phóng, khi ở trong không gian và trong quá trình hạ cánh. Soyuz 19 cũng là tàu vũ trụ đầu tiên của Liên Xô mà phi hành đoàn nước ngoài được tiếp cận trước chuyến bay; phi hành đoàn Apollo được phép kiểm tra nó cũng như địa điểm phóng và nơi huấn luyện phi hành đoàn, đó là sự chia sẻ thông tin chưa từng có với người Mỹ về bất kỳ chương trình không gian nào của Liên Xô.
Không phải tất cả các phản ứng về ASTP đều tích cực. Nhiều người Mỹ lo ngại rằng ASTP đã dành quá nhiều tín nhiệm cho Liên Xô trong chương trình không gian của họ, đặt họ ngang hàng với những nỗ lực thám hiểm vũ trụ phức tạp của NASA. Người ta lo ngại hơn nữa rằng sự hợp tác hòa bình rõ ràng giữa Liên Xô và Hoa Kỳ sẽ khiến mọi người tin rằng không có xung đột nào giữa hai siêu cường. Một số nhà báo Liên Xô gọi những người Mỹ chỉ trích sứ mệnh là "những kẻ mị dân chống lại sự hợp tác khoa học với Liên Xô". Nhìn chung, căng thẳng giữa Hoa Kỳ và Liên Xô đã dịu bớt và dự án cũng đặt tiền lệ cho các nhiệm vụ hợp tác không gian trong tương lai.

## Phi hành đoàn Apollo

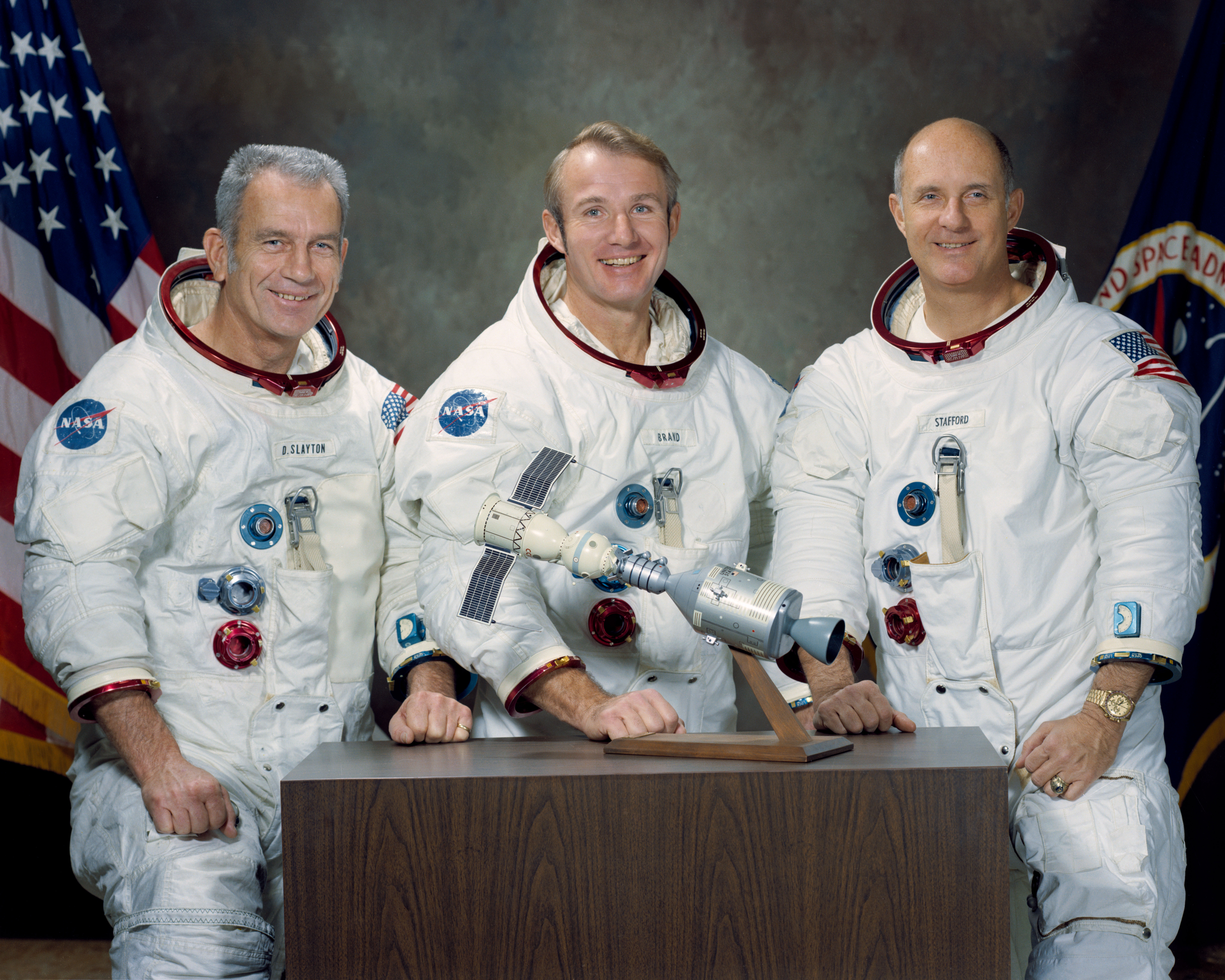
Từ trái sang phải: Slayton, Brand, Stafford

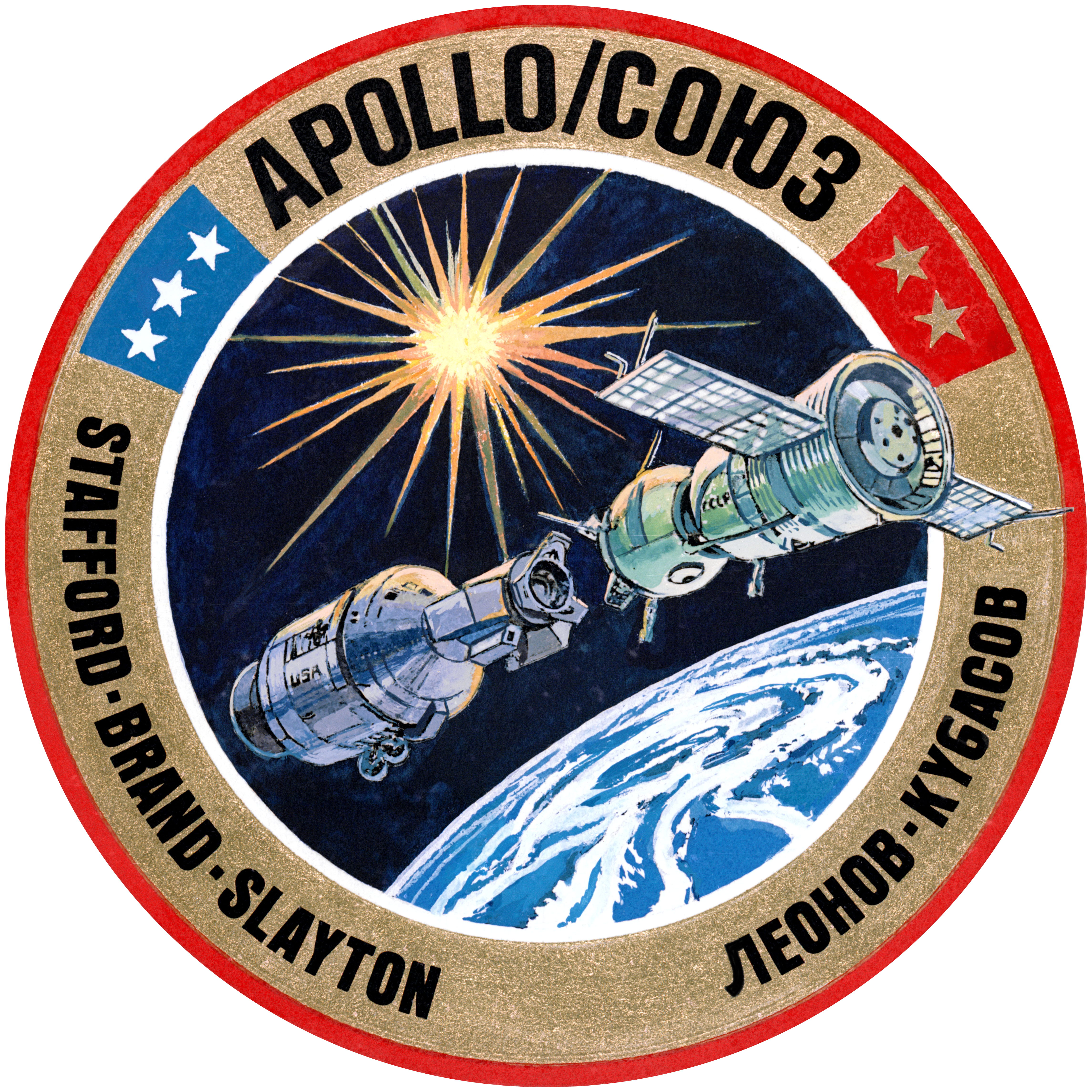
Phù hiệu phi hành đoàn của Mỹ trong sứ mệnh Apollo/Soyuz

| Vai trò                  | Phi hành gia                                      | Phi hành gia                                      |
| ------------------------ | ------------------------------------------------- | ------------------------------------------------- |
| Chỉ huy                  | Thomas P. Stafford Chuyến bay thứ tư và cuối cùng | Thomas P. Stafford Chuyến bay thứ tư và cuối cùng |
| Phi công mô-đun chỉ huy  | Vance D. Brand Chuyến bay đầu tiên                | Vance D. Brand Chuyến bay đầu tiên                |
| Phi công mô-đun ghép nối | Donald K. "Deke" Slayton Chuyến bay duy nhất      | Donald K. "Deke" Slayton Chuyến bay duy nhất      |

| Vai trò                  | Phi hành gia | Phi hành gia |
| ------------------------ | ------------ | ------------ |
| Chỉ huy                  | Alan Bean    | Alan Bean    |
| Phi công mô-đun chỉ huy  | Ronald Evans | Ronald Evans |
| Phi công mô-đun ghép nối | Jack Lousma  | Jack Lousma  |

## Phi hành đoàn Soyuz
| Vai trò          | Phi hành gia                                   | Phi hành gia                                   |
| ---------------- | ---------------------------------------------- | ---------------------------------------------- |
| Chỉ huy          | Aleksey Leonov Chuyến bay thứ hai và cuối cùng | Aleksey Leonov Chuyến bay thứ hai và cuối cùng |
| Kỹ sư chuyến bay | Valery Kubasov Chuyến bay thứ hai              | Valery Kubasov Chuyến bay thứ hai              |

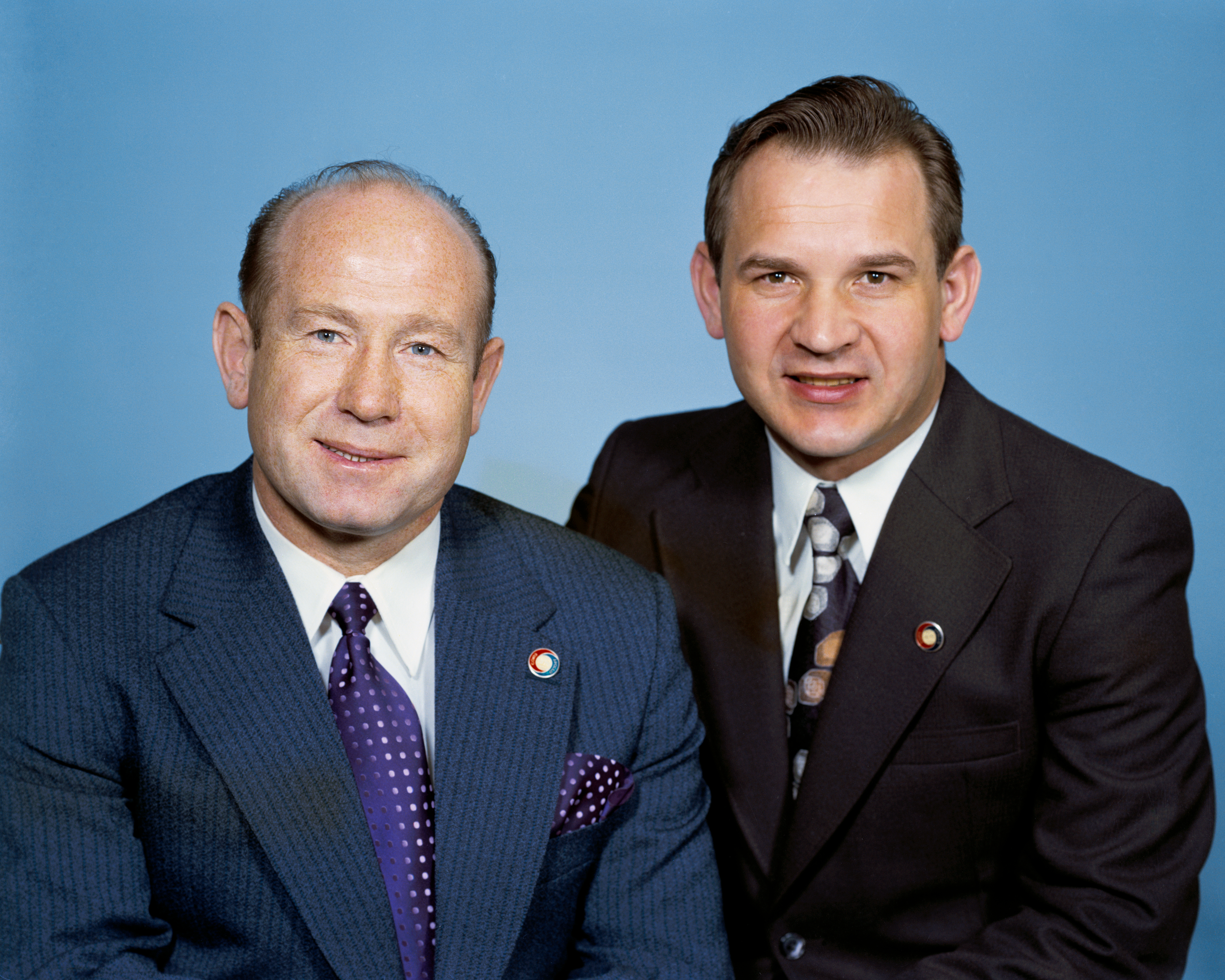
Leonov (trái) và Kubasov

Đây là sứ mệnh không gian cuối cùng của phi hành gia người Liên Xô Aleksey Leonov. Ông là người đầu tiên thực hiện cuộc đi bộ không gian trong sứ mệnh Voskhod 2 vào tháng 3 năm 1965.
| Vai trò          | Phi hành gia          | Phi hành gia          |
| ---------------- | --------------------- | --------------------- |
| Chỉ huy          | Anatoly Filipchenko   | Anatoly Filipchenko   |
| Kỹ sư chuyến bay | Nikolai Rukavishnikov | Nikolai Rukavishnikov |

## Tóm tắt sứ mệnh

### Khái quát

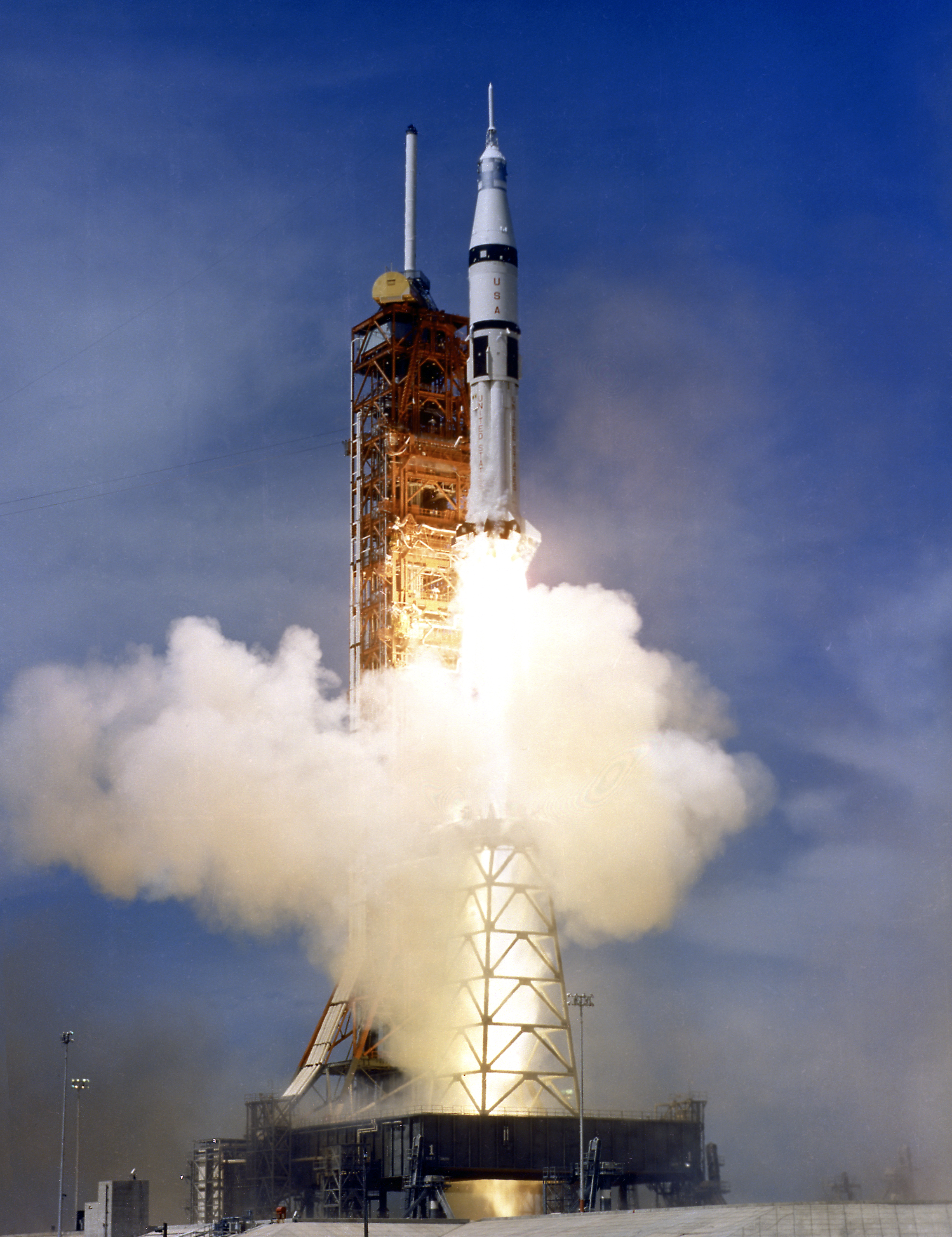
Tên lửa Saturn IB đưa các phi hành gia ASTP của Mỹ lên quỹ đạo.

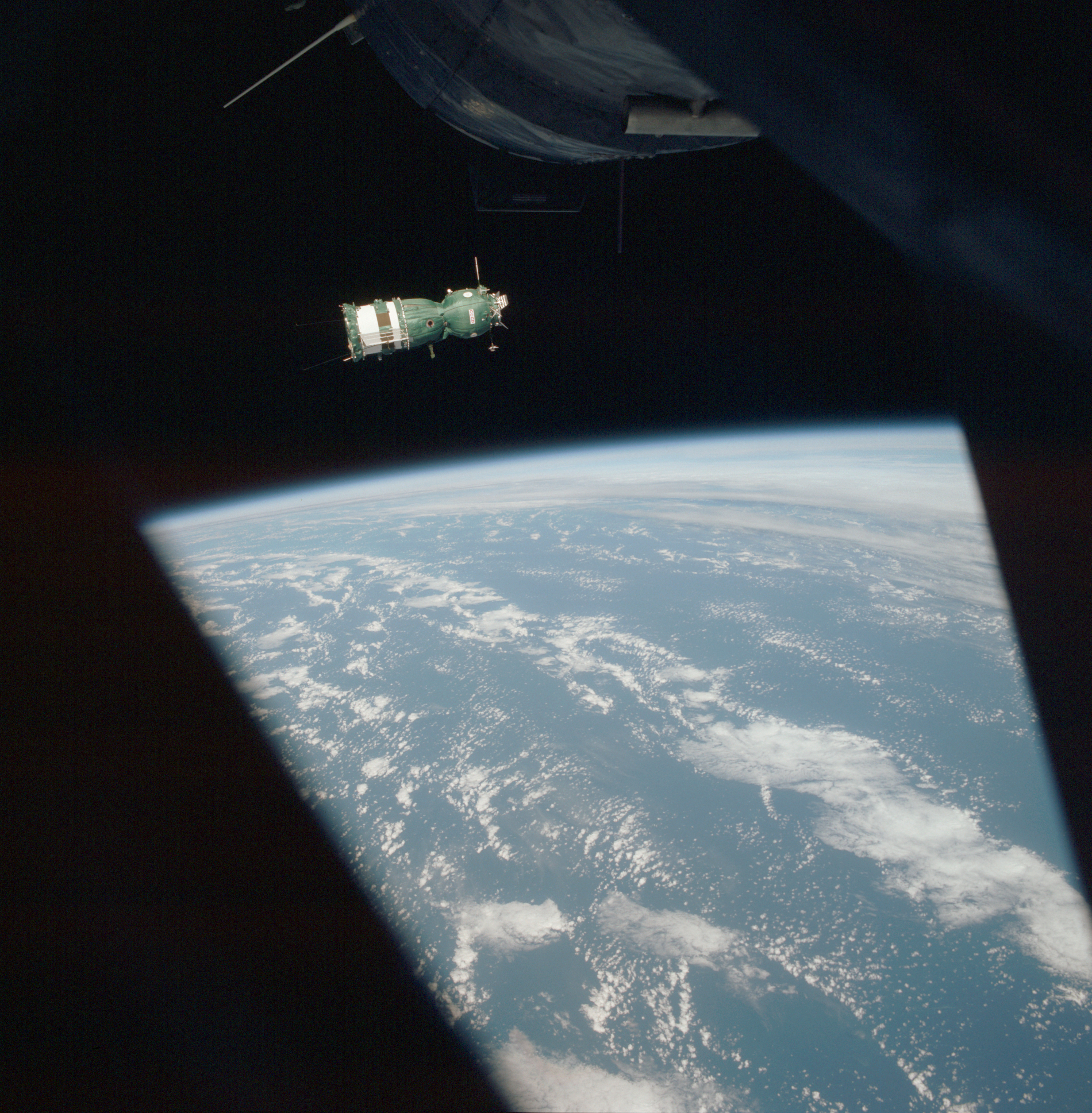
Soyuz nhìn từ mô-đun chỉ huy Apollo

Sứ mệnh ASTP yêu cầu việc ghép nối giữa mô-đun chỉ huy và dịch vụ Apollo (CSM) với tàu vũ trụ Soyuz 7K-TM của Liên Xô. Mặc dù Soyuz đã được cấp số hiệu nhiệm vụ (Soyuz 19) như một phần của chương trình Soyuz đang diễn ra, tên liên lạc vô tuyến của nó chỉ đơn giản là "Soyuz" trong suốt thời gian thực hiện nhiệm vụ chung. Nhiệm vụ Apollo lần này không phải là một nhiệm vụ được đánh số của chương trình Apollo, và cũng có tín hiệu gọi tương tự là "Apollo". Mặc dù vậy, báo chí và NASA vẫn gọi nhiệm vụ này là "Apollo 18", nhưng không nên nhầm lẫn sứ mệnh này với sứ mệnh Mặt Trăng đã bị hủy bỏ.
Tàu vũ trụ Apollo được phóng cùng với một mô-đun ghép nối được thiết kế đặc biệt để cho phép hai tàu vũ trụ có thể ghép nối với nhau, và chỉ được sử dụng một lần cho sứ mệnh này. Giống như Mô-đun Mặt Trăng Apollo, mô-đun ghép nối phải được lấy ra từ tầng trên S-IVB của tên lửa Saturn IB sau khi phóng. Mô-đun ghép nối được thiết kế vừa là một chốt gió – vì tàu Apollo được điều áp ở mức khoảng 5 psi (34 kPa) bằng cách sử dụng oxy nguyên chất, trong khi Soyuz sử dụng môi trường nitơ/oxy ở áp suất mực nước biển (khoảng 15 psi (100 kPa)) – vừa là một adapter, vì phần cứng Apollo dư thừa được sử dụng cho sứ mệnh ASTP không được trang bị docking collar APAS do NASA và Viện Hàn lâm Khoa học Liên Xô cùng phát triển. Một đầu của mô-đun ghép nối được gắn với Apollo bằng cơ chế ghép nối "probe-and-drogue" tương tự Mô-đun Mặt Trăng và Trạm vũ trụ Skylab, trong khi đầu kia lại có docking collar APAS mà Soyuz 19 mang theo thay cho hệ thống Soyuz/Salyut tiêu chuẩn vào thời điểm đó. Docking collar APAS được trang bị trên Soyuz 19 có thể tháo rời được, cho phép hai tàu vũ trụ tách ra trong trường hợp gặp trục trặc.
Tàu Apollo bay cùng với phi hành đoàn ba người: Tom Stafford, Vance Brand, và Deke Slayton. Stafford đã bay vào vũ trụ được ba lần, và là sĩ quan cấp tướng đầu tiên bay vào không gian. Slayton từng là một trong những phi hành gia ban đầu của Mercury Seven vào năm 1959, nhưng vì nhịp tim không đều, ông không được bay đến năm 1972. Sau một quy trình kiểm tra y tế kéo dài, ông đã tự chọn mình vào sứ mệnh với tư cách trưởng Văn phòng Phi hành gia của NASA, và trở thành người lớn tuổi nhất từng bay vào không gian ở thời điểm ấy. Trong khi đó, Brand đã được huấn luyện với tàu vũ trụ Apollo trong thời gian làm phi công mô-đun chỉ huy dự phòng cho Apollo 15, và đã phục vụ hai lần với tư cách là chỉ huy dự bị của Skylab.
Soyuz bay cùng hai phi hành gia: Aleksey Leonov và Valery Kubasov. Leonov là người đầu tiên đi bộ trong không gian trên Voskhod 2 vào tháng 3 năm 1965. Kubasov, người bay trên Soyuz 6 vào năm 1969, đã thực hiện một số thí nghiệm về sản xuất trong không gian sớm nhất. Cả hai đều đã bay trên chiếc Soyuz 11 xấu số vào năm 1971 (Leonov là chỉ huy, Kubasov là kỹ sư chuyến bay), nhưng đã phải hạ cánh vì Kubasov bị nghi mắc bệnh lao. Phi hành đoàn gồm hai người trên Soyuz là kết quả của những chỉnh sửa cần thiết để cho phép các phi hành gia mặc bộ đồ du hành vũ trụ Sokol trong quá trình phóng, ghép nối và quay trở về.
Tàu vũ trụ Soyuz 7K-TM lớp ASTP được sử dụng là một biến thể của thiết kế hai-người sau Soyuz 11, với pin được thay thế bằng những tấm quang năng cho phép tiến hành các chuyến bay "solo" (các nhiệm vụ không thực hiện ghép nối với một trong những trạm vũ trụ Salyut). Nó được thiết kế để hoạt động trong giai đoạn ghép nối, khi áp suất nitơ/oxy giảm ở mức 10,2 psi (70 kPa), cho phép di chuyển dễ dàng hơn giữa Apollo và Soyuz.

### Phi vụ phóng và sứ mệnh
Hai tàu vũ trụ Soyuz và Apollo được phóng cách nhau bảy tiếng rưỡi vào ngày 15 tháng 7 năm 1975, và ghép nối thành công vào ngày 17 tháng 7 năm 1975. Ba giờ sau, hai chỉ huy sứ mệnh là Stafford và Leonov đã trao đổi cái bắt tay quốc tế đầu tiên trong không gian qua cửa sập của tàu Soyuz. NASA tính toán rằng cái bắt tay lịch sử sẽ diễn ra phía trên khu nghỉ mát ven biển Bognor Regis của Anh, nhưng sự chậm trễ khiến nó xảy ra khi đã ở trên thành phố Metz của Pháp. Trong lần trao đổi phi hành đoàn đầu tiên, những nhà du hành vũ trụ đã được nghe tuyên bố của Chủ tịch Hội đồng Bộ trưởng Liên Xô Leonid Brezhnev và tiếp nhận một cuộc điện thoại từ Tổng thống Hoa Kỳ Gerald Ford.
Trong quá trình hai tàu ghép nối, ba người Mỹ cùng với hai người Liên Xô đã tiến hành các thí nghiệm khoa học chung, trao đổi cờ và quà tặng (trong đó có hạt giống cây mà sau này được trồng ở hai nước), nghe nhạc của nhau (ví dụ như "Nezhnost'" của Maya Kristalinskaya và "Why Can't We Be Friends?" của ban nhạc War), ký tên vào các chứng nhận, thăm tàu của nhau, ăn cùng nhau và trò chuyện bằng ngôn ngữ của nhau. (Vì Stafford có vẻ lè nhè khi nói tiếng Nga, Leonov sau đó đã nói đùa rằng có ba ngôn ngữ được sử dụng trong nhiệm vụ: tiếng Nga, tiếng Anh và "Oklahomski".) Ngoài ra còn có các cuộc diễn tập ghép nối và tái ghép nối, trong đó hai tàu vũ trụ đảo ngược vai trò và Soyuz trở thành con tàu "chủ động".
Những nhà khoa học Mỹ đã phát triển bốn trong số các thí nghiệm được thực hiện trong sứ mệnh. Nhà phôi học Jane Oppenheimer đã phân tích tác động của tình trạng không trọng lượng lên trứng cá ở các giai đoạn phát triển khác nhau.
Sau 44 giờ ghép nối với nhau, hai con tàu tách rời và Apollo được điều động để tạo ra nhật thực nhân tạo nhằm cho phép phi hành đoàn Soyuz chụp ảnh vành nhật hoa của Mặt Trời. Một lần ghép nối ngắn ngủi khác đã được thực hiện trước khi hai con tàu đi theo lộ trình riêng. Liên Xô đã ở lại không gian thêm hai ngày và người Mỹ là năm ngày, trong thời gian đó phi hành đoàn Apollo đã tiến hành các thí nghiệm quan sát Trái Đất.

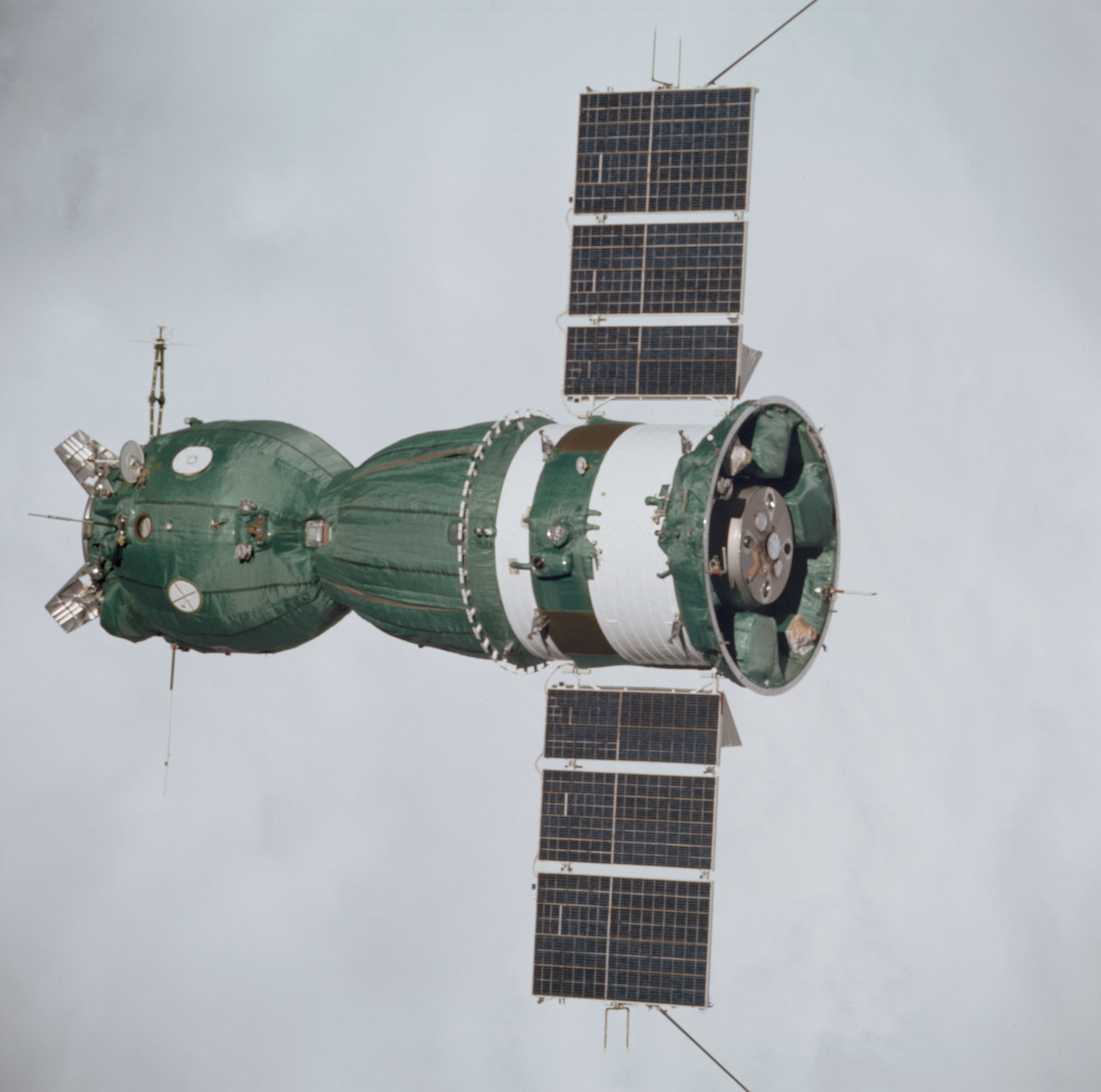
Soyuz 19 nhìn từ Apollo
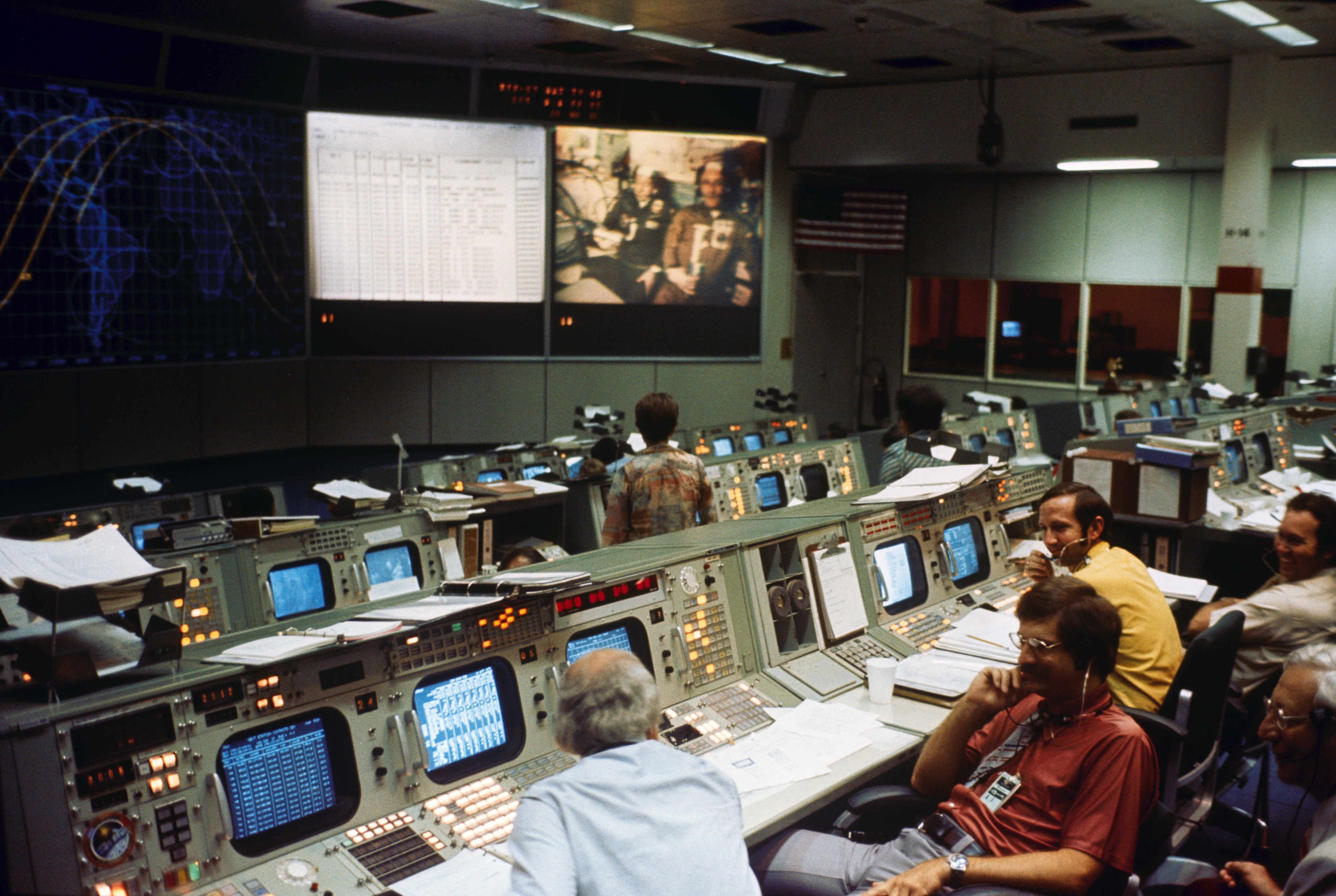
Trung tâm điều khiển sứ mệnh ở Houston trong khi thực hiện dự án ASTP
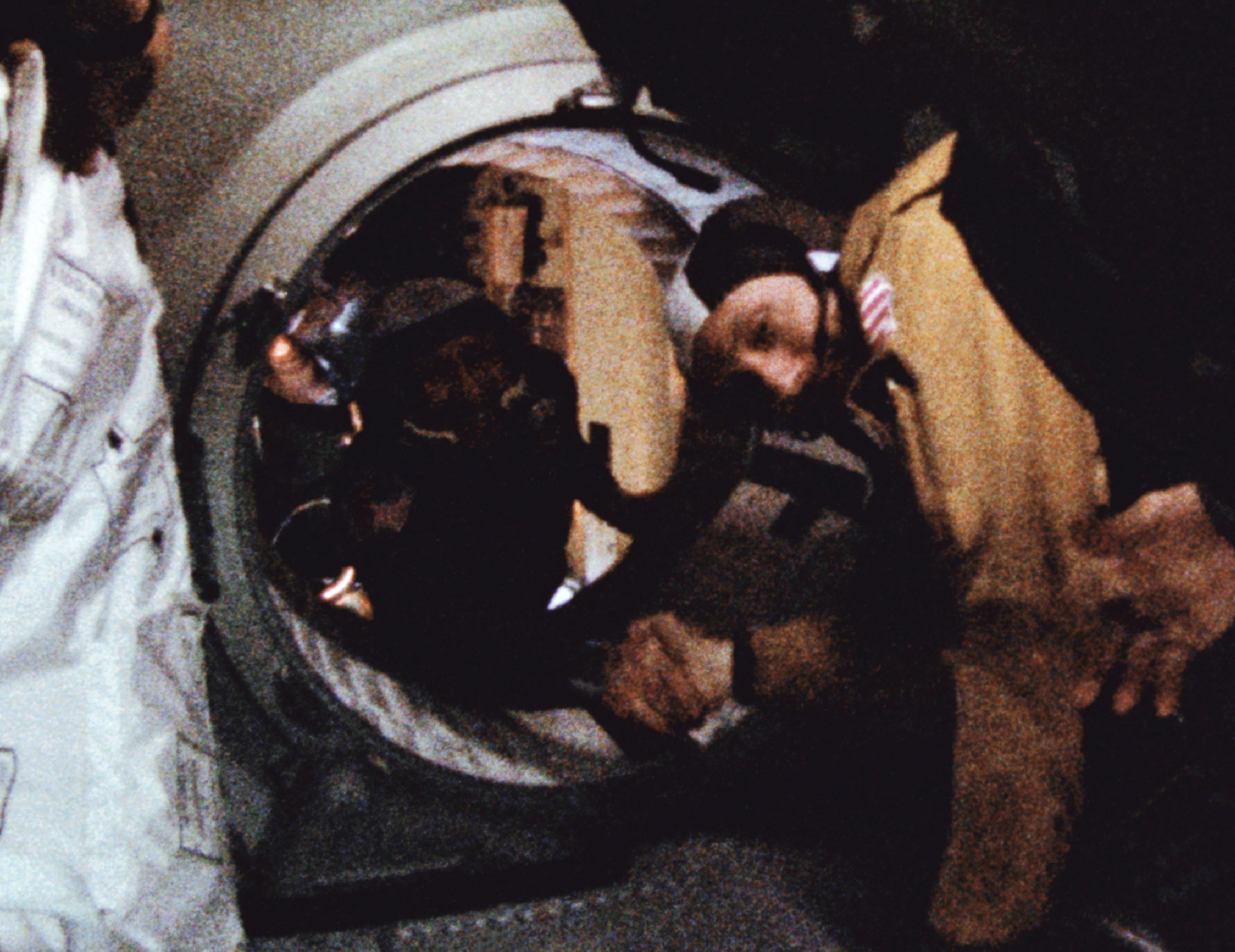
Cái bắt tay lịch sử giữa Stafford và Leonov
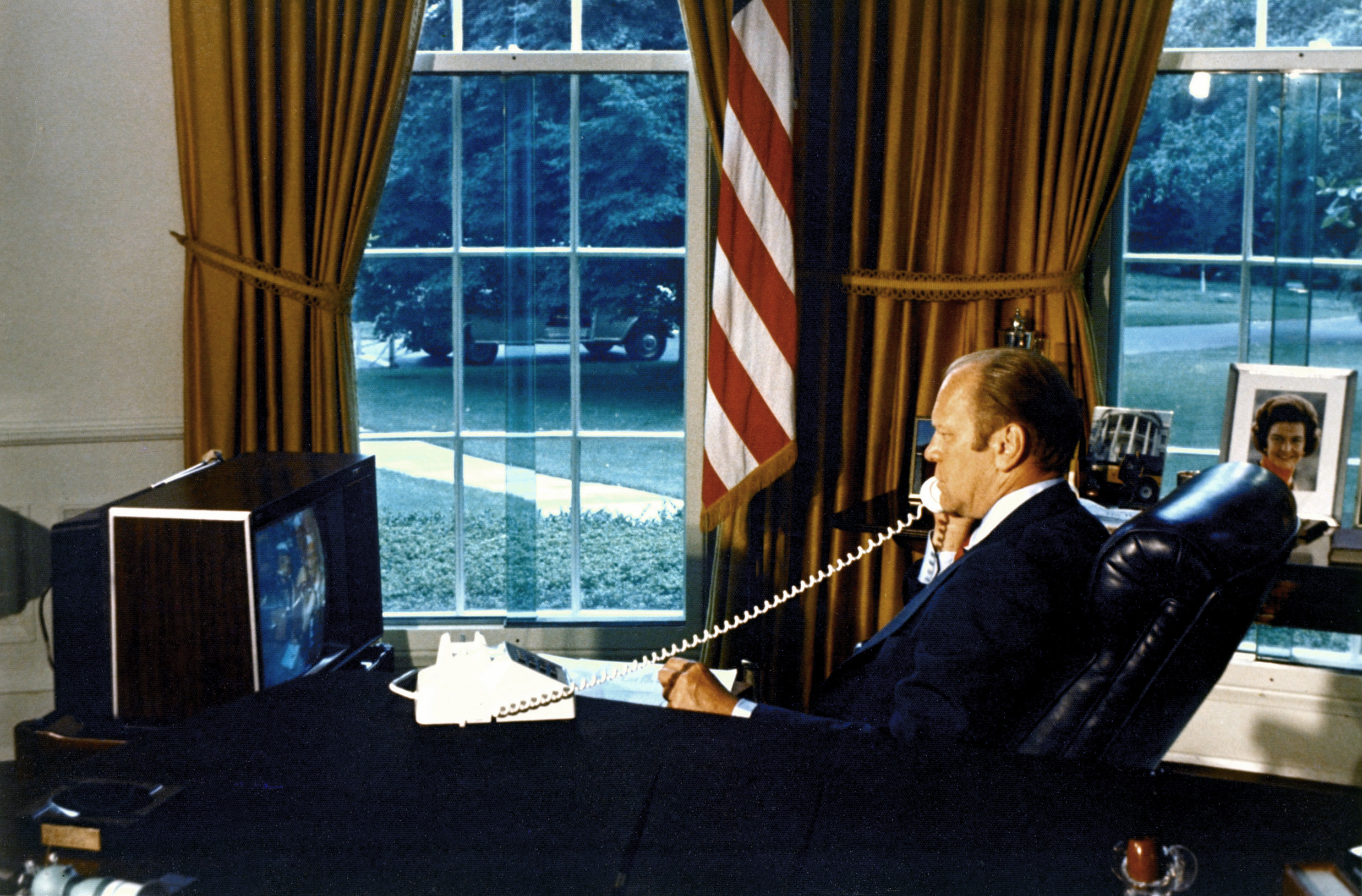
Tổng thống Mỹ Gerald Ford nói chuyện qua điện thoại với phi hành đoàn Mỹ và Liên Xô, ngày 18 tháng 7 năm 1975.
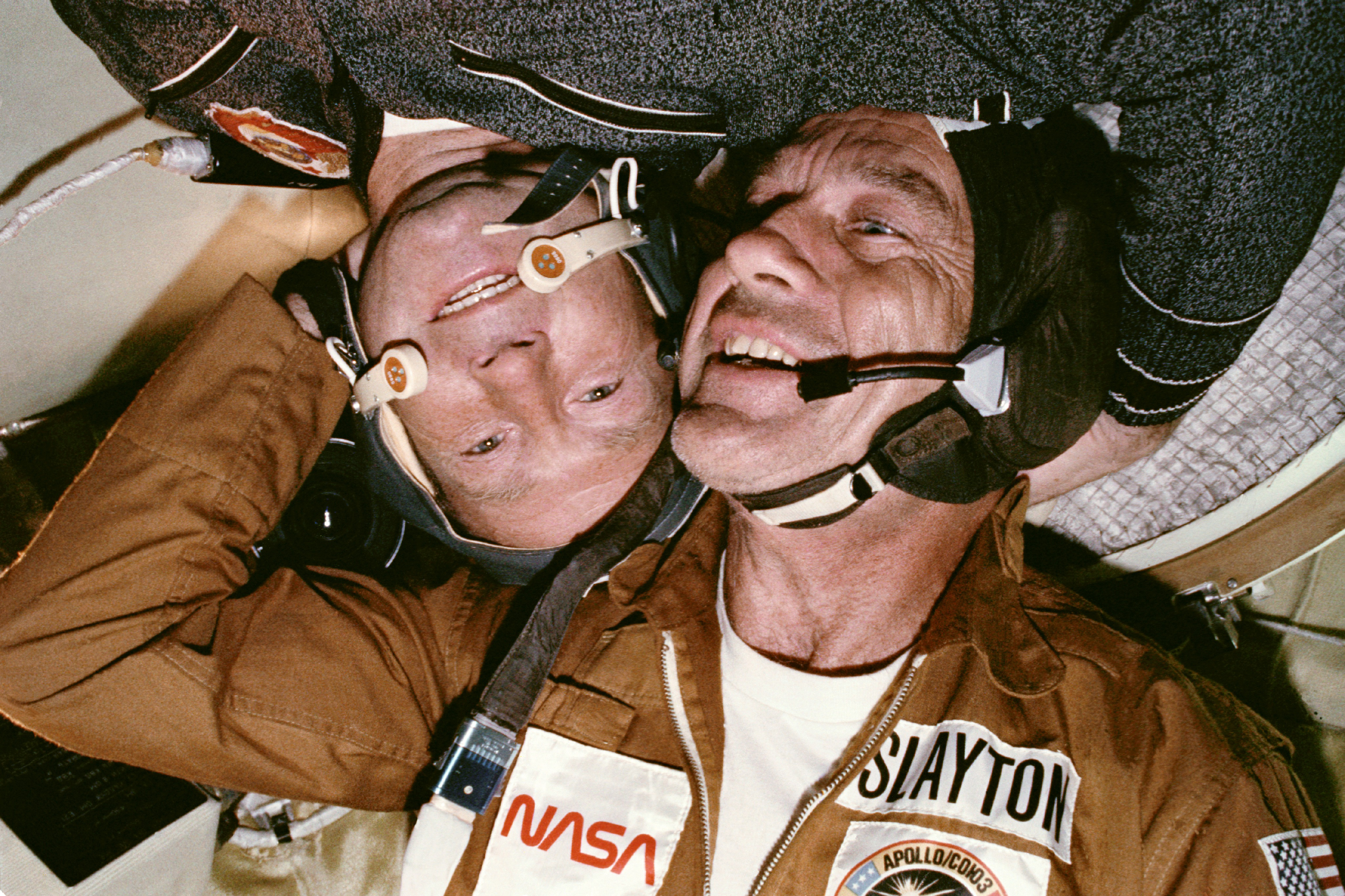
Deke Slayton (phải) cùng Leonov trên tàu Soyuz
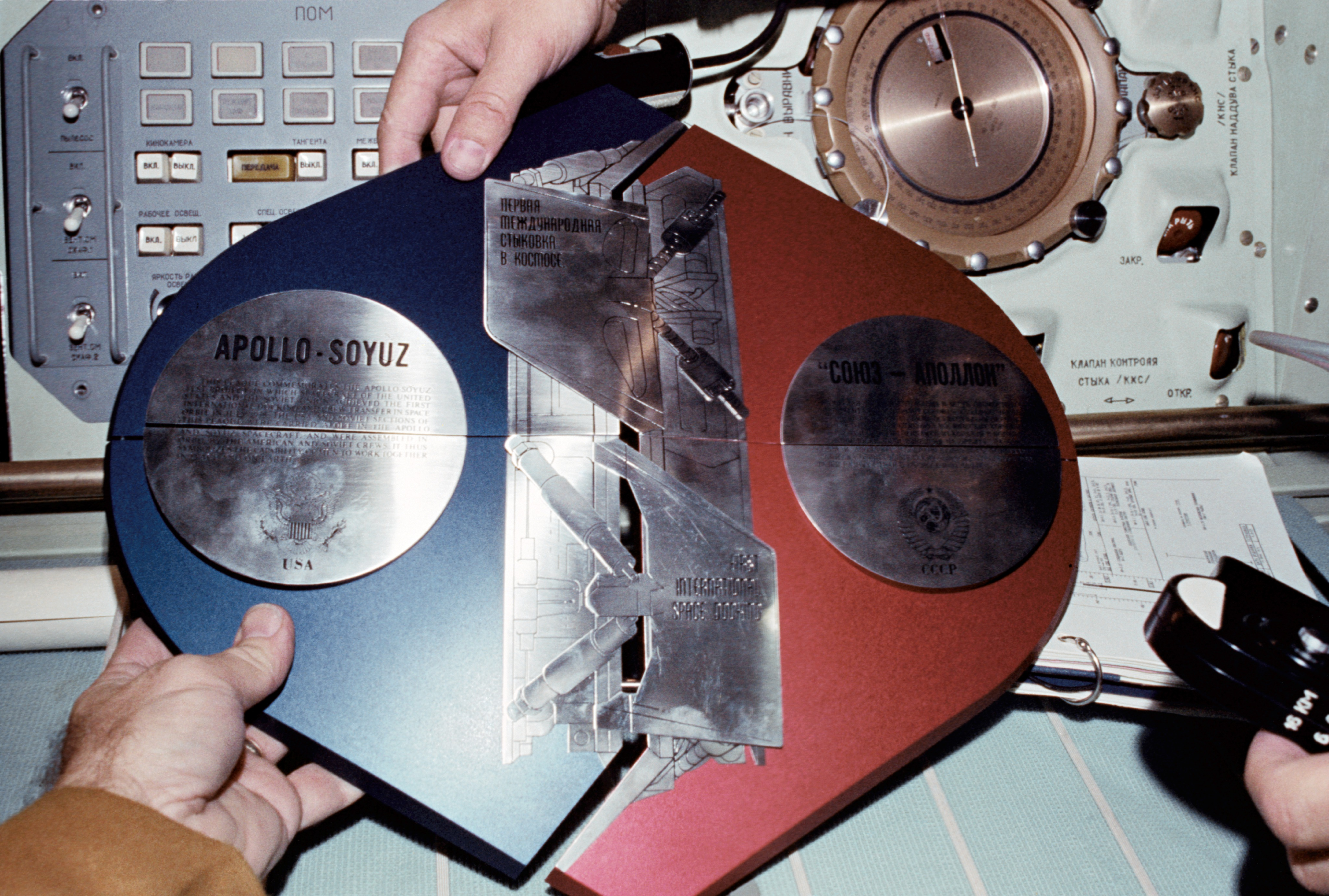
Các phi hành gia Mỹ và Liên Xô đã lắp ráp tấm bảng kỷ niệm này trên quỹ đạo như một biểu tượng của sự hợp tác quốc tế.

### Quay trở về và kết quả
Nhiệm vụ được coi là một thành công lớn, cả về mặt kỹ thuật lẫn hoạt động quan hệ công chúng cho cả hai quốc gia. Vấn đề nghiêm trọng duy nhất là trong quá trình thâm nhập và rơi xuống biển của tàu Apollo, phi hành đoàn đã vô tình tiếp xúc với khói monomethylhydrazine  và nitrogen tetroxide độc hại gây ra bởi các chất đẩy Hypergolic của hệ thống điều khiển phản lực (RCS), vốn thoát ra từ tàu vũ trụ và đi vào qua cửa hút gió của cabin. RCS vô tình được bật trong quá trình hạ cánh khiến khói độc bị đưa vào tàu vũ trụ khi nó hút không khí từ bên ngoài. Brand bất tỉnh một thời gian ngắn, trong khi Stafford lấy mặt nạ dưỡng khí khẩn cấp, đeo một chiếc cho Brand và đưa một chiếc cho Slayton. Ba phi hành gia phải nhập viện điều trị hai tuần ở Honolulu, Hawaii. Brand đã nhận trách nhiệm về sự cố này; vì độ ồn cao trong cabin khi trở về, ông cho rằng mình không thể nghe thấy Stafford kêu gọi hủy bỏ một mục trong danh sách kiểm tra thâm nhập, việc đóng hai công tắc sẽ tự động tắt RCS và bắt đầu triển khai dù bay. Các quy trình này được thực hiện thủ công muộn hơn bình thường, khiến khói thuốc phóng xâm nhập qua hệ thống thông gió.
ASTP cũng là chuyến bay cuối cùng của một tàu vũ trụ Apollo. Ước tính Hoa Kỳ đã chi tổng cộng 245 triệu đô la Mỹ (tương đương 1.330.000.000 đô la Mỹ ngày nay) cho sứ mệnh này.

## Di sản

### Kỹ thuật

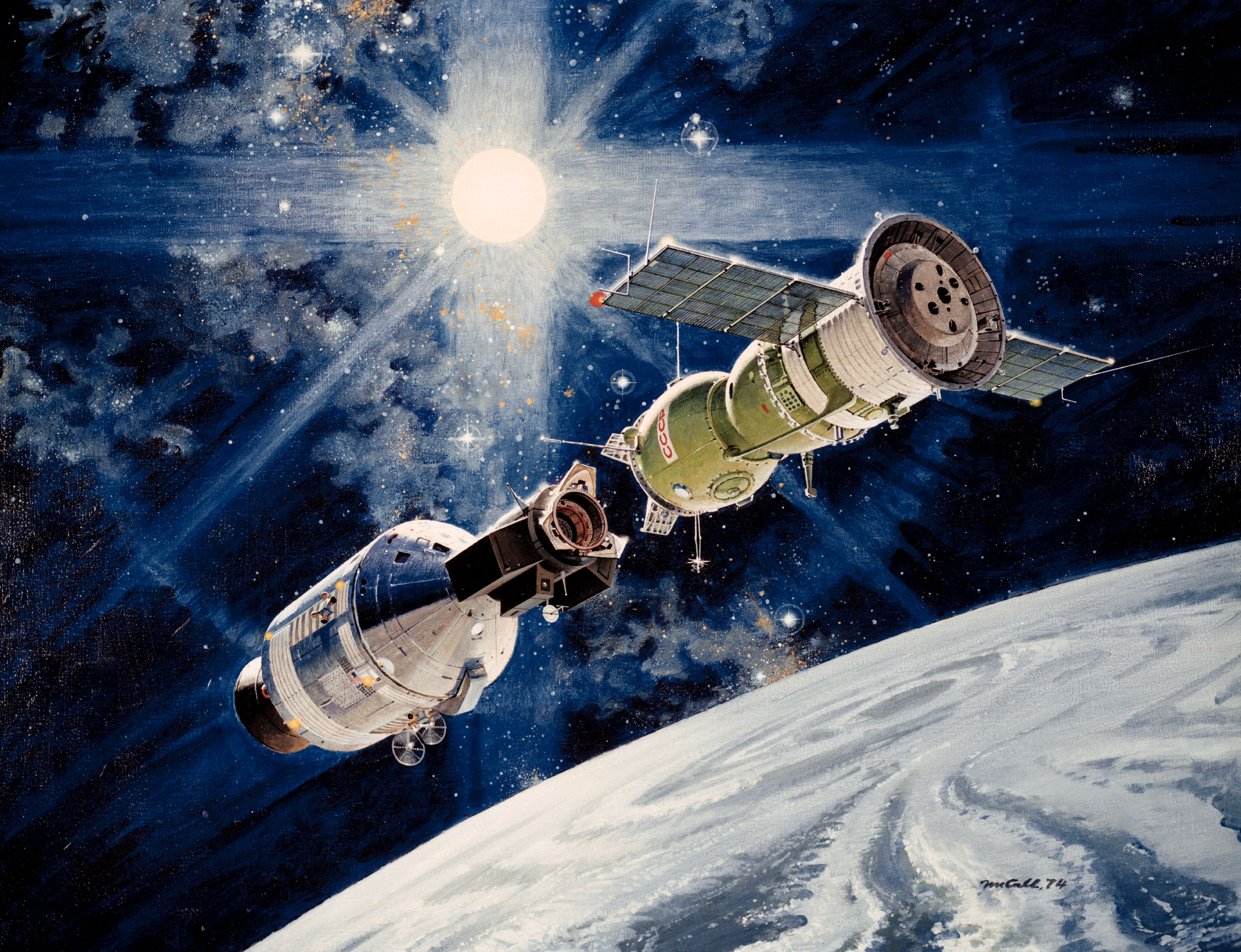
Tranh vẽ Apollo-Soyuz

Một bản nâng cấp (nhưng không tương thích về mặt cơ học) của APAS-89 đã được phóng lên như một phần của mô-đun Kristall trên Trạm vũ trụ Hòa Bình của Liên Xô. Ban đầu nó được dự định làm cổng ghép nối cho tàu con thoi Buran (không còn tồn tại), nhưng sau đó lại tiếp tục được sử dụng cho sứ mệnh ghép nối tiếp theo của Nga-Mỹ vào 20 năm sau là STS-71 như một phần của chương trình Shuttle-Mir.
Tàu con thoi của Mỹ tiếp tục sử dụng phần cứng ghép nối APAS-89 tương tự trong suốt chương trình tàu con thoi để ghép nối với Trạm Hòa Bình và sau này là Trạm Không gian Quốc tế (ISS), trong đó ISS là ghép nối thông qua các Pressurized Mating Adapter (PMA).
Các PMA hiện nay đều được trang bị adapter APAS-95, khác với các adapter APAS-89 ở chỗ chúng không còn lưỡng tính; mặc dù tương thích với docking collar APAS-89, nhưng chúng không có khả năng đóng vai trò là đối tác "chủ động" trong việc ghép nối.
PMA đầu tiên là PMA-1 vẫn được sử dụng như một giao diện để kết nối mô-đun Zarya của NASA do Nga chế tạo với phân đoạn ISS của Hoa Kỳ (USOS), và do đó APAS vẫn tiếp tục được sử dụng cho đến ngày nay.

### Chính trị
Apollo-Soyuz là sứ mệnh không gian chung đầu tiên giữa Mỹ và Liên Xô. Vào thời điểm đó, người ta cho rằng không gian vũ trụ sẽ trở nên quốc tế hơn hoặc mang tính cạnh tranh hơn, nhưng cả hai đều xảy ra. Nhiệm vụ đã trở thành một biểu tượng cho mục tiêu hợp tác khoa học của mỗi quốc gia, trong khi đó các cơ quan truyền thông của họ lại hạ thấp năng lực kỹ thuật của đối phương. Báo chí Liên Xô ngụ ý rằng họ đang dẫn đầu Hoa Kỳ trong lĩnh vực du hành vũ trụ, gắn nước này với hệ tư tưởng chủ nghĩa Marx–Lenin, trong khi Hoa Kỳ đưa tin rằng Soyuz vẫn còn thô sơ về mặt kỹ thuật. Hợp tác không gian cấp cao đã suy giảm sau thành công của sứ mệnh và bị vướng vào các liên kết chính trị, nhưng nó đã đặt ra tiền lệ cho việc hợp tác giữa hai nước trong chương trình Shuttle-Mir.

### Văn hóa
Tiểu hành tinh 2228 Soyuz-Apollo, do nhà thiên văn học người Liên Xô Nikolai Chernykh phát hiện vào năm 1977, được đặt theo tên của sứ mệnh.
Để kỷ niệm Apollo-Soyuz, nhân viên pha chế rượu nổi tiếng người Anh/Ireland Joe Gilmore tại American Bar ở khách sạn Savoy đã sáng tạo ra cocktail 'Link-Up'. Khi các phi hành gia được thông báo rằng ly cocktail đang được chở tới từ London để thưởng thức khi họ trở về, họ nói: "Hãy nhắn Joe rằng chúng tôi muốn nó ở trên đây".

### Khoa học
Tàu Apollo đã mang theo kính viễn vọng SAG được thiết kế để quan sát trong dải tia siêu cực tím (EUV). Qua nhiều quỹ đạo quan sát, thiết bị đã phát hiện ra hai nguồn tia EUV: HZ 43 và Feige 24, cả hai đều là các sao lùn trắng. Các ngôi sao khác được quan sát gồm có Cận Tinh (một sao lùn đỏ), SS Cygni (một sao đôi), và Thiên Lang (cũng là một sao đôi). Nguồn tia EUV thứ ba được phát hiện có khả năng tồn tại và đến từ một thiên thể chưa xác định nằm trong chòm sao Khổng Tước. Ngôi sao HD 192273 ban đầu được đề xuất là ứng cử viên cho quan sát ấy, nhưng sau khi nghiên cứu sâu hơn, các nhà thiên văn học kết luận rằng khoảng cách và lớp quang phổ của nó khiến khả năng này khó xảy ra.

## Địa điểm trưng bày

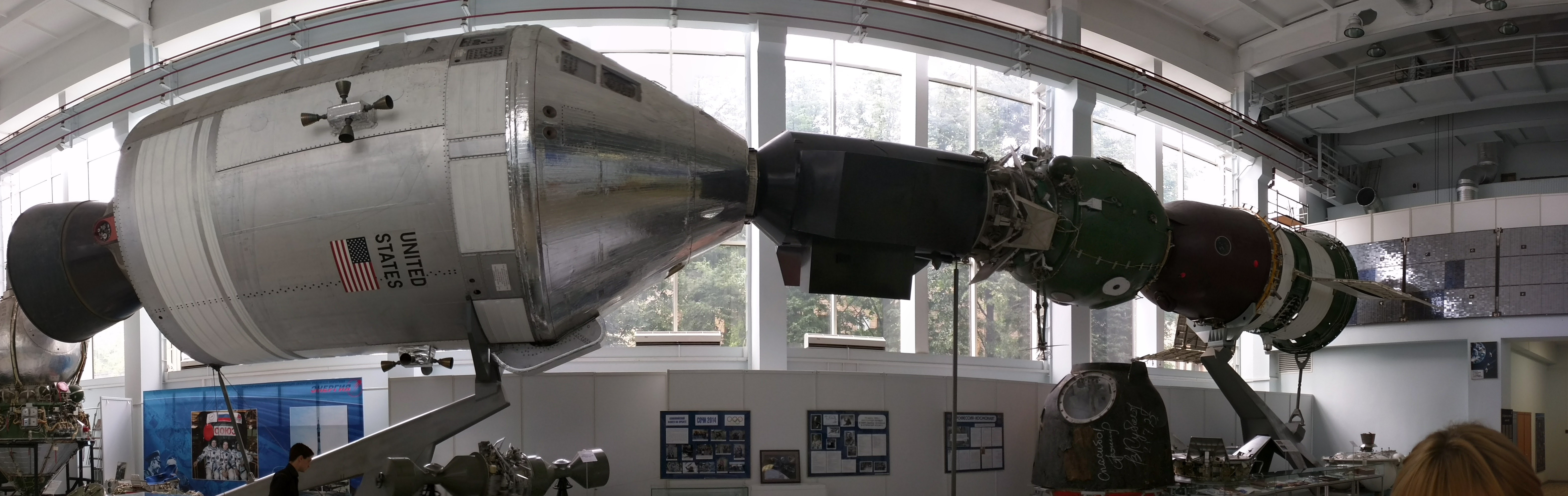
Mô hình Apollo-Soyuz, trưng bày tại Bảo tàng RKK Energia ở Korolyov, Moskva, Nga

Mô-đun chỉ huy Apollo từ sứ mệnh hiện được trưng bày tại Trung tâm khoa học California ở Los Angeles, Hoa Kỳ, còn mô-đun hạ cánh của Soyuz 19 được trưng bày tại Bảo tàng RKK Energiya ở thành phố Korolyov, tỉnh Moskva, Nga.

Mô hình Apollo-Soyuz, trưng bày ở Bảo tàng Hàng không và Vũ trụ Quốc gia, Mỹ

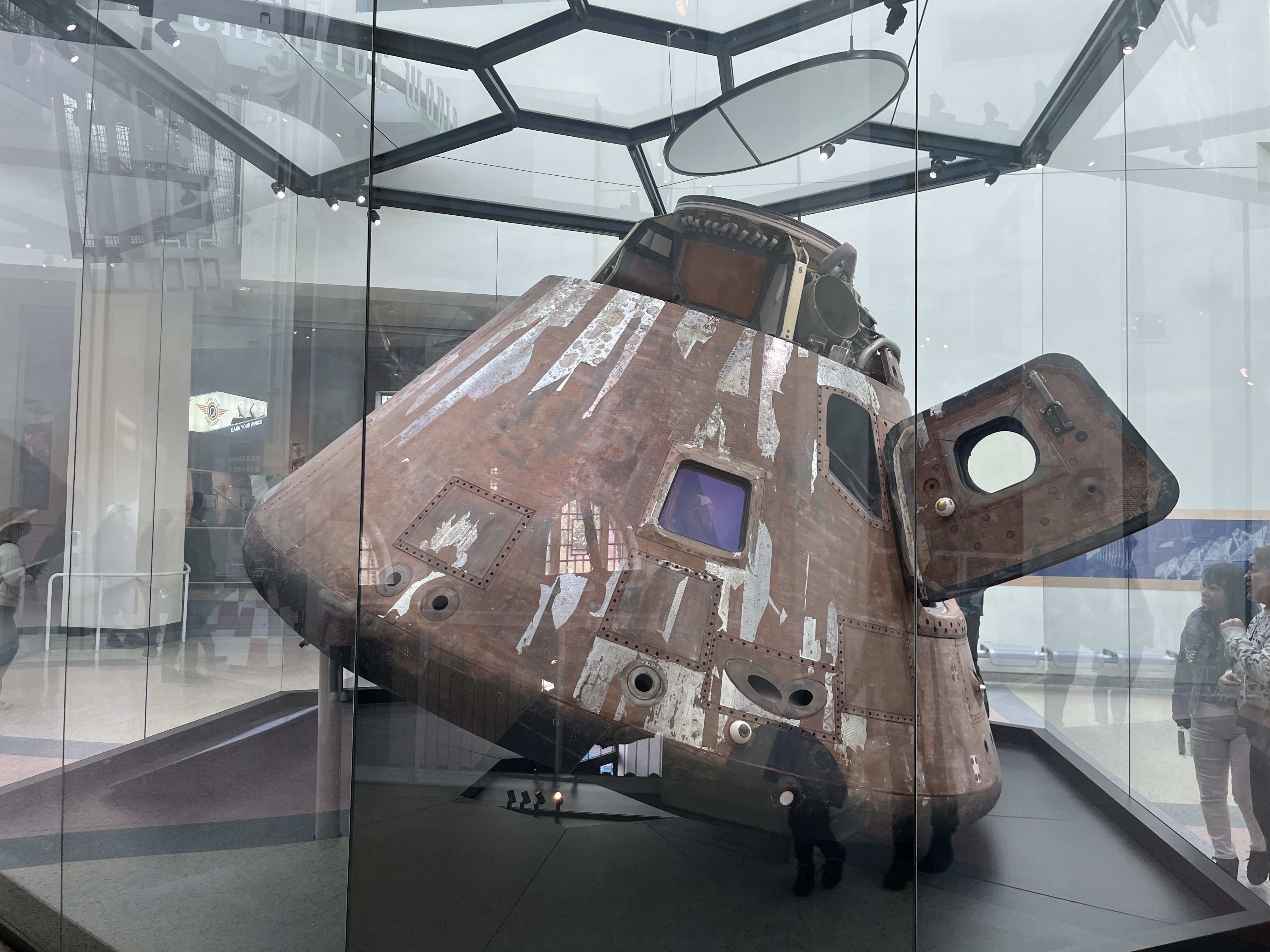
Mô-đun chỉ huy Apollo-Soyuz, trưng bày tại Trung tâm khoa học California

Một mô hình trưng bày tại Bảo tàng Hàng không và Vũ trụ Quốc gia ở Washington, D.C. cho thấy hình dạng Apollo/Soyuz khi đã ghép nối. Mô hình gồm có mô-đun chỉ huy và dịch vụ Apollo 105 (được sử dụng để kiểm tra độ rung cho chương trình Skylab), mô-đun ghép nối dự phòng, và một hình mẫu của tàu vũ trụ Soyuz. Một mô hình Soyuz giống hệt cũng được trưng bày tại Khu liên hợp du khách của Trung tâm vũ trụ Kennedy. Mô hình kích thước đầy đủ của hai tàu vũ trụ đã ghép nối đang được đặt tại Bảo tàng Cosmosphere ở Hutchinson, Kansas.

## Kỷ niệm

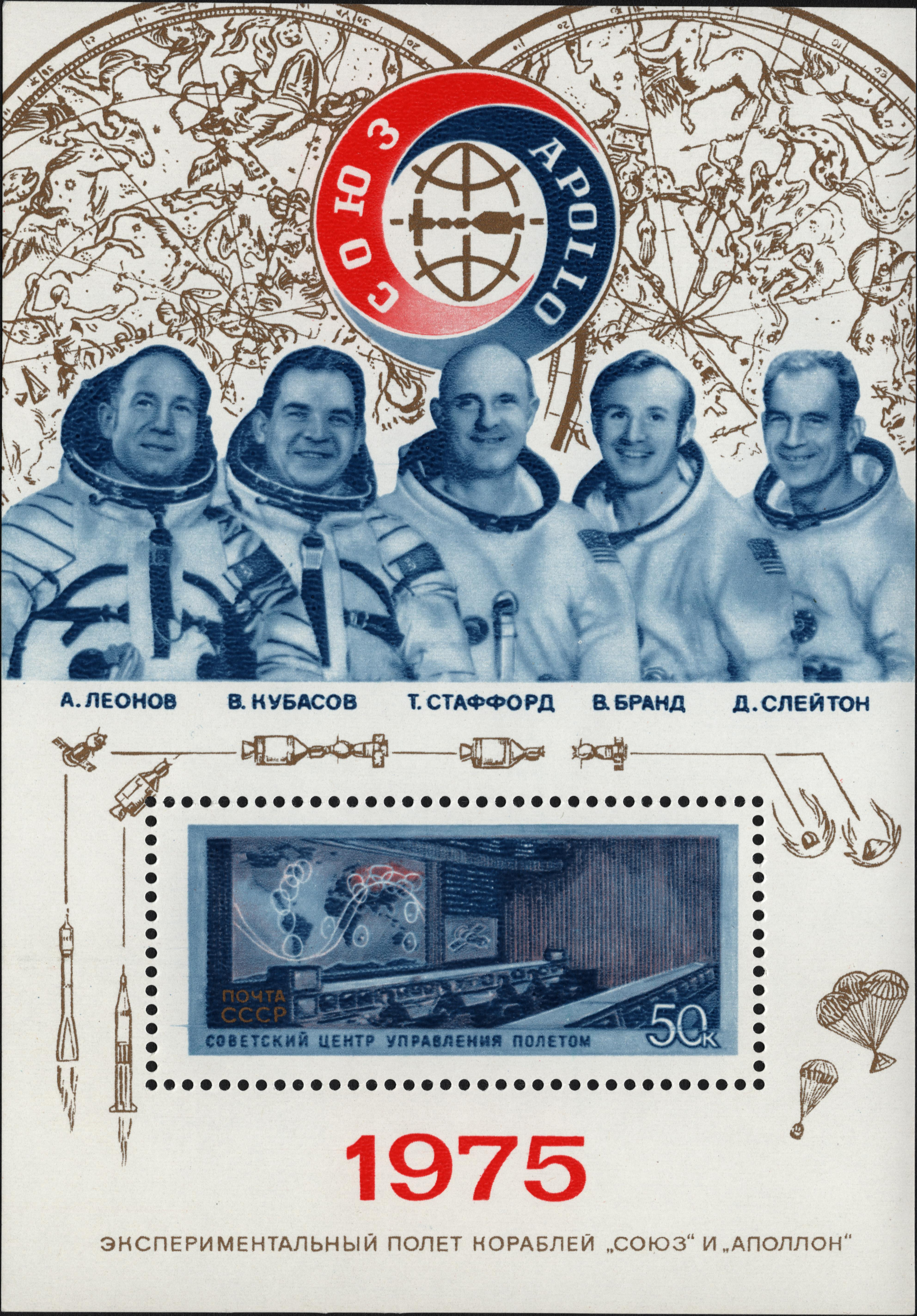
Tem bưu chính Soyuz-Apollo, phát hành năm 1975 tại Liên Xô

Dịch vụ Bưu chính Hoa Kỳ đã phát hành tem kỷ niệm Apollo-Soyuz nhằm tôn vinh sự liên kết giữa Hoa Kỳ và Liên Xô trong không gian vào ngày 15 tháng 7 năm 1975, thời điểm bắt đầu sứ mệnh.

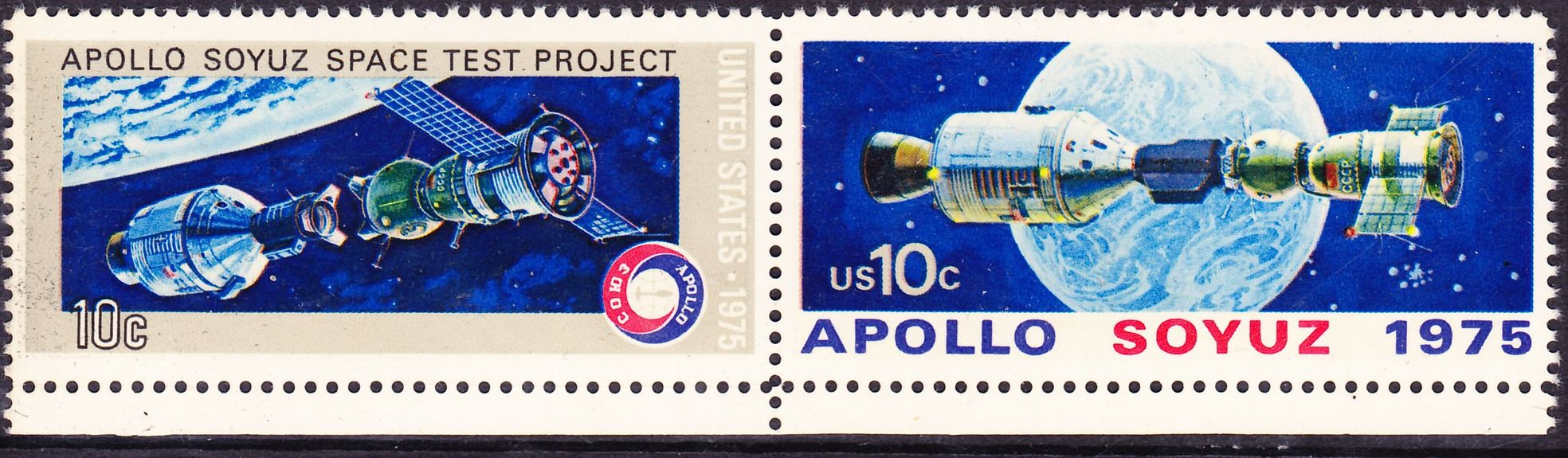
Tem bưu chính Apollo-Soyuz, phát hành năm 1975 tại Mỹ

Cuộc hội ngộ gần đây nhất của hai phi hành đoàn là vào ngày 16 tháng 7 năm 2010, khi Leonov, Kubasov, Stafford và Brand gặp nhau tại một cửa hàng đồng hồ Omega ở thành phố New York. Tất cả mọi người ngoại trừ Leonov đều tham gia hội nghị bàn tròn công khai vào chiều tối hôm đó. Omega đã sản xuất một số đồng hồ để sử dụng trong sứ mệnh.

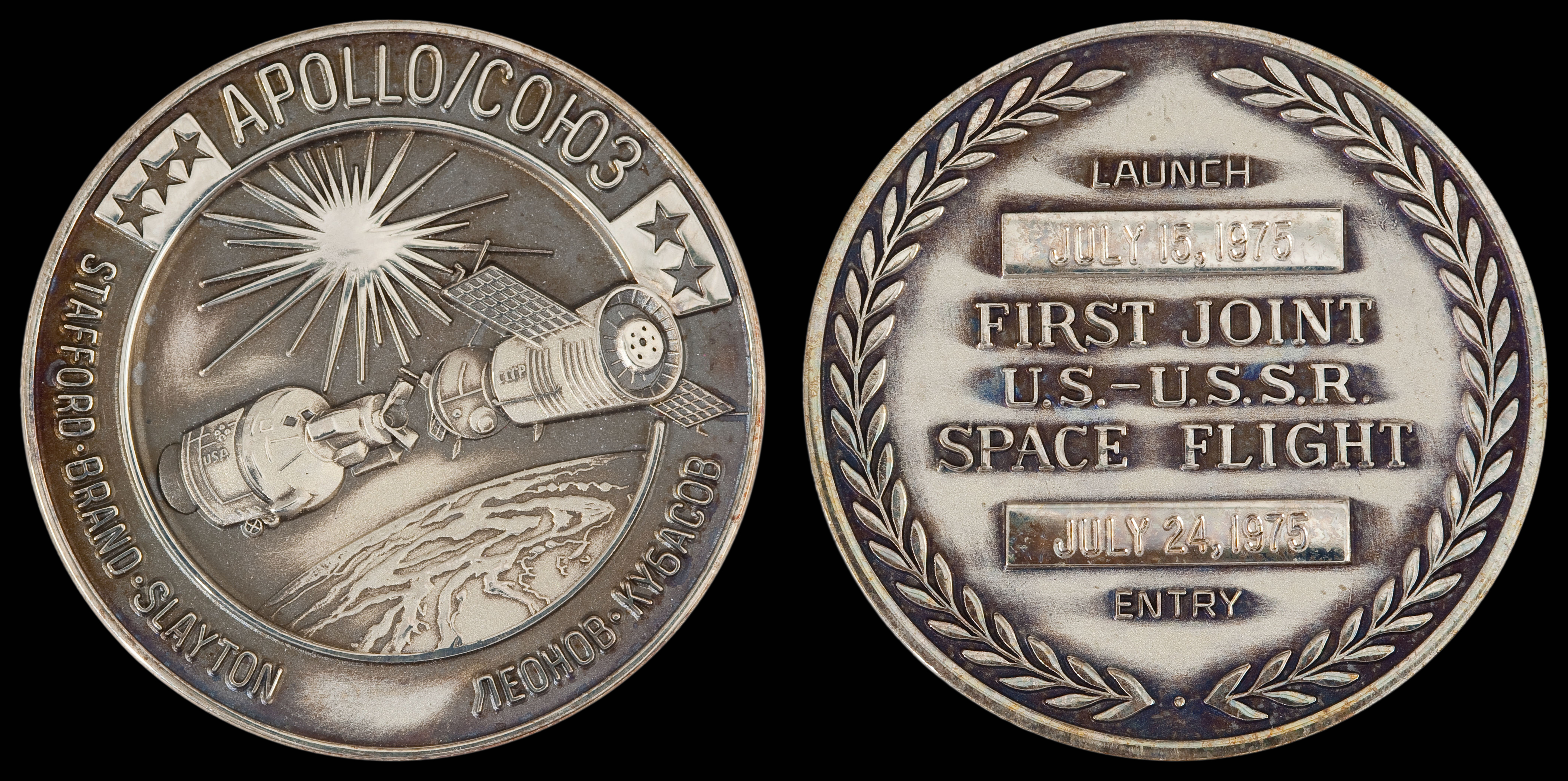
Huy chương Apollo-Soyuz

### Tượng đài kỷ niệm
Một tượng đài đã được xây dựng bên ngoài TsUP (trung tâm kiểm soát không gian của Liên Xô cũ) ở Korolyov để kỷ niệm sứ mệnh. Nó bao gồm mô hình kim loại của Trái Đất được bao bọc bởi một vòng cung kết thúc trong tàu vũ trụ Soyuz-Apollo đã ghép nối. Tượng đài từng hư hỏng nặng sau khi bị một phương tiện tông phải vào những năm cuối thập niên 1990. Năm 2018, nó đã được phục hồi trở lại sau một thời gian dài bị bỏ phế.

### Trung tâm điều khiển sứ mệnh
Phòng điều khiển sứ mệnh từng tiếp đón người Mỹ ở Korolyov, Nga đã được bảo tồn như một đài kỷ niệm sứ mệnh Soyuz-Apollo.